# Danh sách đĩa nhạc của Thành Long

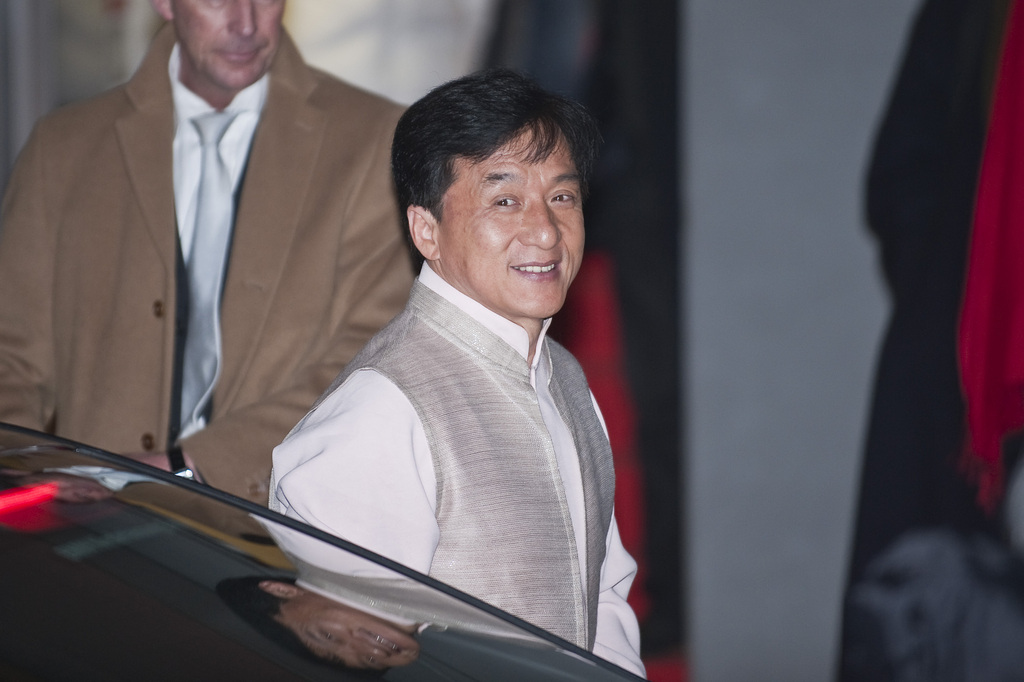
Thành Long đến dự buổi họp báo DA BING XIAO JIANG (Little Big Soldier).

Thành Long, ngoài vai trò diễn viên, còn là một ca sĩ với khá nhiều album đã ra mắt. Anh khởi đầu sự nghiệp ca hát vào đầu thập niên 1980, bắt đầu hát các bài hát chính của phim do anh thủ vai từ năm 1980, lúc thực hiện bộ phim Suất đệ xuất mã. Thành Long đã hát bài hát chính của phim có tựa đề Kung Fu Fighting Man hoàn toàn bằng tiếng Anh. Kể từ đó anh đã cho phát hành hơn 20 album khác nhau, hát hơn 100 bài hát bằng ít nhất năm thứ tiếng, và đã song ca cùng với một số ca sĩ như Ani DiFranco và Mai Diễm Phương. Thành tích cá nhân của anh trong sự nghiệp ca hát gồm có Giải Ca sĩ nước ngoài hay nhất tại Nhật năm 1984.

## Album do Thành Long sản xuất

### Album phòng thu
| Tên                  | Năm phát hành | Ngôn ngữ                     | Danh sách bài hát |
| -------------------- | ------------- | ---------------------------- | --- |
| Love Me              | 1984          | Tiếng Anh, Nhật, Quảng Đông  | 1. Movie Star 2. Jackie's legend 3. Marianne 4. Let Me Hear Once More 5. Love Me 6. When April Comes 7. Hello Happy Song 8. Wait For Me |
| Thank You            | 1984          | Tiếng Nhật, tiếng Quảng Đông | 1. Marianne - Canto Version 2. Hello Happy Song - Canto Version 3. Project A - theme 4. Project A - Karaoke Version |
| A Boy's Life         | 1985          | Tiếng Nhật                   | 1. Tokyo Saturday Night 2. China Blue 3. Wow Wow Wow 4. Memories Of Eagles 5. Try To Love Me 6. I Love You, You, You 7. Platonic Intuition 8. Sleep In My Arms 9. Hong Kong Twilight 10. Rosy Coloured Pupils |
| Shangrila            | 1986          | Tiếng Nhật, Tiếng Anh        | 1. Love again (Beach Story) 2. Je t'aime je t'aime 3. Perfect Night For a Slow Dance 4. Just For Tonight 5. Esperance 6. Only For Your Love 7. Don't Stop The Romance 8. Hello From The Back 9. Be Like A Storm feat. Anita Mui 10. August Carmen                                                                                               |
| Sing Lung            | 1986          | Tiếng Quảng Đông             | 1. My Little Girl 2. I Stop The Heart Pain 3. Iron Man, Soft Feelings 4. Flight Of The Dragon 5. Just For Tonight 6. OK I Love You 7. Thousand Times Chained In Feelings feat. Anit Mui 8. Waan Ngau 9. Life's Fulfillment 10. Hero Story |
| No Problem           | 1987          | Tiếng Nhật, tiếng Quảng Đông | 1. Telephone 2. Stardust Bay Blues 3. The Rain of Jealousy Falls 4. Miss Temptation 5. Giant Feeling 6. No Problem 7. Tears Of Jade 8. Maria My Love 9. Dream Ties |
| Jackie Chan          | 1988          | Tiếng Quảng Đông             | 1. Before The Midnight Kiss feat. Naoko Kawai 2. Stay With Me 3. Giant Feelings 4. Film Cutting Machine Of Life 5. New Diary 6. Dare To Fight Against Bans 7. This Night 8. I Can Do It feat. Naoko Kawai 9. Grow 10. Tender Hearts Sparkle |
| First Time           | 1992          | Tiếng Quan Thoại             | 1. My Feeling 2. I Wished The Flower Could Never Fade 3. The Reddish Face 4. Keep Your Company Through Every Moment 5. So Transparent Is My Heart feat. Sarah Chen 6. A vigorous aspiration in my mind 7. The Betel Nuts Beauty 8. You Are A Lover In My Dreams 9. Everyday In My Life feat. Tarcy Su 10. The End                               |
| Dragon's Heart       | 1996          | Tiếng Quan Thoại, Quảng Đông | 1. How Come 2. Would Rather Say Goodbye In Dreams 3. Red Sun 4. I Know How You Feel 5. Cry With You, Laugh With You 6. In The Cold Rain 7. Let Me Be Your Man 8. I Would Start To Speak But I Can't 9. So Much Love 10. I Love Hong Kong |
| With All One's Heart | 2002          | Tiếng Quan Thoại             | 1. Truly, With All My Heart 2. Metropolis Shangri-la feat. Norika Fujiwara 3. Staying With You All My Life 4. I Only Care About You feat. Teresa Teng 5. Pocket 6. Dream Of The Horizon feat. Lee Soo-Young 7. That's Meaningless 8. As Long As I Loved feat. Sammi Cheng 9. Offended 10. Clear Conscience in my Heart 11. With all One's Heart |

### Album tổng hợp
| Năm phát hành | Tên                       |
| ------------- | ------------------------- |
| 1988          | The Best of Jackie Chan   |
| 1988          | Hong Kong, My Love        |
| 1989          | See You Again             |
| 1989          | Jackie                    |
| 1990          | Giant Feelings            |
| 1995          | Best of Movie Themes      |
| 1999          | The Best of Jackie Chan   |
| 2000          | Asian Pop Gold            |
| 2005          | Jackie Chan Greatest Hits |